# Aleurocanthus gordoniae
Aleurocanthus gordoniae es un hemíptero de la familia Aleyrodidae, con una subfamilia: Aleyrodinae. Fue descrita científicamente en 1941 por Takahashi.